# Hellesdon
Hellesdon – wieś w Anglii, w hrabstwie Norfolk, w dystrykcie Broadland. Leży 4 km na północny zachód od Norwich i 158 km na północny wschód od Londynu.
W 2001 miejscowość liczyła 11 177 mieszkańców.